# Ludomir Bienias
Ludomir Zygmunt Bienias (ur. 2 maja 1924 w Łodzi, zm. 12 lipca 2022) – polski lekarz dermatolog, pułkownik, prof. dr hab.

## Życiorys
Dyplom lekarski uzyskał w 1951 na Akademii Medycznej. Obronił pracę doktorską (1962), następnie uzyskał stopień doktora habilitowanego (1971). W 1983 nadano mu tytuł profesora w zakresie nauk medycznych. Był członkiem Polskiego Towarzystwa Dermatologicznego, oraz Łódzkiego Towarzystwa Naukowego.
Zmarł w lipcu 2022.